# نلپتش-ژرنووکا
نلپتش-ژرنووکا (به چکی: Nelepeč-Žernůvka) یک منطقهٔ مسکونی در جمهوری چک است که در ناحیه برنو-تسوونتری واقع شده‌است. نلپتش-ژرنووکا ۳٫۹۲ کیلومتر مربع مساحت و ۸۷ نفر جمعیت دارد و ۴۴۵ متر بالاتر از سطح دریا واقع شده‌است.